# 일요시사 (MBN)
《일요토론》은 일요일 오전 10시에 방송했던 MBN의 일요 뉴스 프로그램이다.

## 앵커
- 1대 : 김은혜 (2019년 9월 29일 ~ 12월 15일)

## 방송 시간
- 2019년 9월 29일 ~ 12월 15일 : 오전 10시 ~ 11시 10분